# نيك غرين
نيك غرين (بالإنجليزية: Nick Green) هو لاعب كرة قاعدة أمريكي، ولد في 10 سبتمبر 1978 في بينساكولا في الولايات المتحدة.

## وصلات خارجية
- نيك غرين على موقع دوري كرة القاعدة الرئيسي (الإنجليزية)
- نيك غرين على موقعبيزبول رفرنس.كوم (الدوري الرئيسي) (الإنجليزية)
- نيك غرين على موقعبيزبول رفرنس.كوم (الدوري الثانوي) (الإنجليزية)
- نيك غرين على موقع إي إس بي إن.كوم (أم.أل.بي) (الإنجليزية)
- نيك غرين على موقع مشجعي الرسوم البيانية (الإنجليزية)